# О’Брайан, Кэти
Кэти М. О’Брайан (англ. Katy M. O'Brian; род. 12 февраля 1989, Индианаполис) — американская актриса и мастер боевых искусств. Наиболее известна по ролям бодибилдера Джеки в триллере «Любовь истекает кровью», офицера связи Империи Элии Кейн во втором и третьем сезонах сериала «Мандалорец», Джордж в постапокалиптическом телесериале канала Syfy «Нация Z», майора Сары Грей в супергеройском телесериале канала CW «Чёрная молния», Кимболлы в сериале «Агенты Щ.И.Т.» и Дженторры в фильме «Человек-муравей и Оса: Квантомания».

## Ранние годы
О’Брайан родилась 12 февраля 1989 года в Индианаполисе, штат Индиана, в семье с тремя старшими братьями. Она смешанной этнической принадлежности, с афроамериканскими и европейско-американскими корнями. О’Брайан начала изучать боевые искусства в пять лет, и в возрасте девяти лет получила коричневый пояс по каратэ. В юности участвовала в многочисленных спортивных программах, а также в музыкальных программах в качестве перкуссиониста.
Училась в Университете Индианы в Блумингтоне, где специализировалась на психологии и германистике. Была одним из первых членов импровизационной труппы университета. Получила сертификат сотрудника правоохранительных органов через университетскую программу Cadet Officer Program. В университете получила чёрный пояс по хапкидо от Федерацию хапкидо США.
После окончания университета семь лет проработала офицером полиции в полицейском управлении в Кармеле, штат Индиана, в том числе в группе по оказанию помощи в критичных ситуациях, которая специализировалась на оказании помощи людям с различными заболеваниями, такими как психоз, депрессия, болезнь Альцгеймера, аутизм и т.д. Получила сертификат персонального тренера и начала участвовать в соревнованиях фитнес-бикини по бодибилдингу и тренироваться в Академии актёров Инди. Дважды участвовала в соревнованиях по бодибилдингу, в сентябре 2014 года и мае 2015 года, но остановилась из-за дороговизны и отсутствия желания принимать стероиды, как некоторые другие участники соревнований.
В 2016 году О’Брайан переехала в Лос-Анджелес, чтобы продолжить карьеру в кино и на телевидении. Ожидая получения роли, работала в Калифорнийском университете в Лос-Анджелесе по программе боевых искусств, помогая с занятиями по самообороне и обучая хапкидо. В рамках той же программы также изучала муай-тай и бразильское джиу-джитсу.

## Карьера
Первой телевизионной ролью О’Брайан была роль спасительницы по имени Кэти в сериале «Ходячие мертвецы», за которой вскоре последовали роли в телесериалах «Остановись и гори», «Тош.0» и «Как избежать наказания за убийство».
В 2018 году О’Брайан получила свою первую постоянную роль в комедийном постапокалиптическом телесериале «Нация Z», где она сыграла Джордж, начинающего лидера апокалипсиса. В 2019 году появилась в телесериале канала CW «Чёрная Молния» в роли антагониста ASA, майора Сары Грей. О’Брайан также появилась в 3 сезоне телесериала HBO «Мир Дикого Запада».
В 2020 году получила роль Элии Кейн, ключевого второстепенного персонажа во 2-м и 3-м сезонах телесериала «Мандалорец» саги «Звёздные войны».
О’Брайан появлялась в киновселенной Marvel: в 2020 году в роли Кимбаллы в «Агентах Щ.И.Т.» и в 2023 году в роли Дженторры, лидера Борцов за свободу в Квантовом мире в фильме «Человек-муравей и Оса: Квантомания». О’Брайан является одним из немногих актёров, которые появлялись как в франшизах «Звёздные войны», так и в франшизах Marvel.
В 2022 году было объявлено, что О’Брайан сыграет главную роль вместе с Кристен Стюарт в фильме «Любовь истекает кровью», который станет её первой крупной ролью в кино. Фильм был выпущен в кинотеатрах компанией A24 8 марта 2024 года.

## Личная жизнь
Вскоре после переезда в Лос-Анджелес в 2016 году О’Брайан встретила свою партнёршу Кайли Чи на съёмочной площадке студенческого кинопроекта. Пара живёт вместе в Лос-Анджелесе и обручилась в июле 2020 года.
О’Брайан страдает болезнью Крона и перенесла операцию на кишечнике после съёмок фильма «Любовь истекает кровью».

## Фильмография

### Фильмы
| Год  | Название                               | Роль         | Примечания |
| ---- | -------------------------------------- | ------------ | ---------- |
| 2021 | Малышка                                | телеведущая  |            |
| 2023 | Человек-муравей и Оса: Квантомания     | Дженторра    |            |
| 2024 | Любовь истекает кровью                 | Джеки Кливер |            |
| 2024 | Смерч 2                                | Дэни         |            |
| 2025 | Миссия невыполнима: Финальная расплата | неизвестно   |            |
| 2025 | Бегущий человек                        |              |            |

### Телевидение
| Год       | Название                           | Роль               | Примечания                                      |
| --------- | ---------------------------------- | ------------------ | ----------------------------------------------- |
| 2017      | Тош.0                              | игрок в софтбол    | Эпизод: «Игрок в бейсбол UCF»                   |
| 2017      | Остановись и гори                  | бармен             | Эпизод: «Поиск»                                 |
| 2017—2018 | Ходячие мертвецы                   | Кэти               | 2 эпизода                                       |
| 2018      | Как избежать наказания за убийство | девушка-кассир     | Эпизод: «Спроси его о Стелле»                   |
| 2018      | Нация Z                            | Джорджия Сент-Клер | Главная роль (5 сезон)                          |
| 2018—2019 | Чёрная Молния                      | майор Сара Грей    | Периодическая роль (3 сезон)                    |
| 2020      | Агенты «Щ.И.Т.»                    | Кимбол             | 3 эпизода (7 сезон)                             |
| 2020      | Мир Дикого Запада                  | EMT                | Эпизод: «Отсутствие поля»                       |
| 2020—2023 | Мандалорец                         | Элия Кейн          | Периодическая роль (2-3 сезоны)                 |
| 2021      | Частный детектив Магнум            | Кай Даррелл        | Эпизод: «Сначала избиение, потом ответный удар» |
| 2021      | Новичок                            | Кэти Барнс         | Эпизод: «Новая кровь»                           |